# Musée de l'art costaricien
 (septembre 2015).
Si vous disposez d'ouvrages ou d'articles de référence ou si vous connaissez des sites web de qualité traitant du thème abordé ici, merci de compléter l'article en donnant les références utiles à sa vérifiabilité et en les liant à la section « Notes et références ».
Le musée de l’art costaricien (MAC) (en espagnol, Museo de Arte Costarricense) est la principale institution consacrée à la conservation, exhibition et promotion des arts plastiques du Costa Rica. 
Sa collection est composée de 6 000 œuvres d'art d'artistes nationaux et internationaux dans toutes les disciplines artistiques, qui comprennent principalement la peinture, la sculpture et la photographie, créées la plupart entre la fin du XIXe siècle et la période contemporaine.
Son siège se trouve dans l'ancien bâtiment qu'a hébergé la tour de contrôle du premier aéroport international du Costa Rica, au milieu du Parc métropolitain La Sabana, localisé à San José. Celui-ci est un immeuble de style néocolonial, bâti dans la décennie de 1930. À partir de 1977, le musée a occupé le bâtiment où il est installé actuellement, inauguré le 3 avril 1978. 
Depuis 1986, le bâtiment du MAC est patrimoine historique du Costa Rica.